# لمبروخ
لمبروخ (به آلمانی: Lembruch) یک شهر در آلمان است که در دیفولتس واقع شده‌است. لمبروخ ۱٬۰۰۱ نفر جمعیت دارد.